# Chrysogaster quinquestriata
Chrysogaster quinquestriata är en tvåvingeart som beskrevs av Szilady 1942. Chrysogaster quinquestriata ingår i släktet ängsblomflugor, och familjen blomflugor.
Artens utbredningsområde är Etiopien. Inga underarter finns listade i Catalogue of Life.